# MasterChef
 (juin 2011).
Si vous disposez d'ouvrages ou d'articles de référence ou si vous connaissez des sites web de qualité traitant du thème abordé ici, merci de compléter l'article en donnant les références utiles à sa vérifiabilité et en les liant à la section « Notes et références ».
MasterChef est une émission de télé-réalité produite à l'origine au Royaume-Uni par la BBC en 1990, et déclinée depuis dans différents pays. 

## Historique
(septembre 2022).
Le format a changé à quelques reprises (The Professionals, Goes Large, etc.). Bien que plus simple, l'émission mettait en valeur des cuisiniers amateurs tentant de produire, de leur mieux, les recettes les mieux rodées qu'ils connaissaient. La série s'est exportée au sud du Commonwealth et en 2009, le 27 avril, la version australienne a débuté. 
Les producteurs en ont fait une télé réalité s'échelonnant sur trois mois, avec les mêmes concurrents depuis le départ. Le but est de mettre la main sur un contrat de publication d'un livre de recette et 100 000 dollars australiens. Cette première série connaîtra le succès en Australie, puis en Nouvelle-Zélande et partout dans le monde. En moins d'une année, plusieurs adaptations de la version australienne seront en production. Les joutes éliminatoires changeront d'ordre d'une série à l'autre, mais les épreuves resteront sensiblement inchangées d'un endroit à l'autre.

## Animation
La série est parfois animée. Dans tous les cas, trois juges forment le panel, la tendance pour sa composition est : 
- Un critique gastronomique réputé (un auteur ou quelqu'un qui travaille dans le domaine du goûter);
- Un chef émérite, qui a fait ses preuves et connait la technique et le savoir-faire en cuisine. Il a eu plusieurs apprentis et est souvent restaurateur.
- Un jeune chef talentueux qui réinvente et tord les conventions pour produire les meilleurs plats.

Il est à noter que ceci n'est aucunement une règle, mais plutôt une tendance plus ou moins respectée à travers les différentes adaptations.

## MasterChefà travers le monde
(septembre 2022).
La franchise MasterChef s'est développé très rapidement dans les deux dernières années. Elle se situe aujourd'hui au même niveau que Got Talent, Idol ou encore Big Brother.
Algérie
Allemagne
Le groupe Shine a révélé que le livre de recettes de MasterChef serait un des plus vendus, dans tout ce qui n'est pas en fiction. De plus, la finale aurait amené devant le téléviseur une moyenne de 5,6 millions de personnes et un pic de 8 millions[réf. nécessaire].
Australie
Animé par George Calombaris, Gary Mehigan, Matt Preston, Sarah Wilson (saison 1) et Matt Moran (saison 3) sur Ten Network, la série s'y est implanté en 2009, et depuis poursuit chaque printemps. 
159 épisodes ont paru en deux saisons, pour l'instant (27 juin 2011), 210 ont paru en Australie. Plusieurs rumeurs voulaient que la saison 3 soit produite à Melbourne, étant la capitale gastronomique du pays et lieu d'origine de bon nombre de candidats et de trois juges sur quatre. 
La production restera cependant à Sydney. La série est très populaire et la finale de la première saison a constitué l'évènement télévisuel, non-sportif, le plus regardé de tous les temps, en Australie. 
100 000 AUD et un contrat d'édition sont à gagner.
Canada
Rien n'est prévu pour le Canada, en juin 2011. Au Québec, le réseau V mettra en ondes Et que ça saute animé par Mahée Paiement et accueillera les réputés chefs Giovanni Appollo et Martin Juneau. Peu d'informations ont été révélés, on sait qu'il s'agira d'une compétition amateure, de cuisine, avec un grand prix de 100 000 $. Aucun lien n'est encore à faire avec Shine ou MasterChef, mais beaucoup d'indices portent à croire en une adaptation ou une interprétation (à la saveur de Les Chefs! versus Top Chef, présenté à Radio-Canada).
Des adaptations françaises des séries MasterChef Australia, saison 1, 2 et 3, ainsi que MasterChef (USA), saison 1 et 2, sont disponibles sur la chaîne télé CASA, une chaîne spécialisée du Groupe TVA.
Chili
Animé par Diana Bolocco. En 2015, l'émission en est à sa deuxième saison. Le jury est représenté par les chefs Chris Carpentier (Chili), Ennio Carota (Italie) et Yann Yvin (France).
États-Unis
Joe Bastianich, Graham Elliot et Gordon Ramsay ont animé la première et la deuxième saison. Cette série ressemble un peu plus à la version néo-zélandaise, par son format écourté. Cependant, deux épisodes d'une heure sont présentés par semaine. La série s'est établie à Los Angeles, mais accueille des participants provenant de la Californie, le Massachusetts, l'Illinois, New York, le Texas, la Floride et autres. 
Les cotes d'écoute ont été relativement décevantes (pour le marché américain) et plusieurs critiques affirment que le côté dramatique a été poussé un peu trop loin (les gens sont désespérés, endettés et quittent leurs emplois pour poursuivre leur rêve). Le point central est le même : la nourriture. Une deuxième saison a débuté un peu avant le début de l'été 2011, toujours sur le réseau Fox dotée d'un prix de 250 000 USD.
France
En France, le programme est diffusé pour la première fois le 19 août 2010 sur TF1. Il est présenté par Carole Rousseau de 2010 à 2012. Sébastien Demorand (critique culinaire), Yves Camdeborde (2 étoiles au guide Michelin) et Frédéric Anton (3 étoiles au guide Michelin) en sont les jurés. Vingt candidats sont en compétition. Après des débuts difficiles au niveau de l'audience, le programme trouve son public au fil des semaines et la première saison s'est achevée avec succès le 4 novembre 2010 après douze épisodes de 175 minutes.
Une deuxième saison est diffusée du 18 août au 3 novembre 2011 avec quelques changements (notamment un candidat de plus que lors de la première saison, soit vingt-et-un).
La troisième saison s'étend du 23 août au 8 novembre 2012 avec toujours la même équipe. Le nombre de candidats passe à dix-neuf. 
La quatrième saison est diffusée du 20 septembre au 20 décembre 2013. Le jury est augmenté de la cheffe Amandine Chaignot tandis que Sébastien Demorand remplace Carole Rousseau à la présentation du programme. Dix-huit candidats sont en compétition.
La cinquième saison, animée par Sandrine Quétier,  débute le 25 juin 2015 sur TF1. Comme la saison précédente, dix-huit candidats s'affontent mais les quatre membres du jury, Sébastien Demorand, Yves Camdeborde, Frédéric Anton et Amandine Chaignot sont remplacés par Gilles Goujon, Christian Etchebest et Yannick Delpech. En raison d'audiences jugées « catastrophiques », l'émission est transférée sur NT1 et s'achève le 3 septembre 2015. Le groupe TF1 décide de ne pas renouveler le programme[réf. nécessaire].
Le 23 août 2022, MasterChef fait son grand retour sur France 2 et est présenté par Agathe Lecaron. Les candidats sont au nombre de dix-huit. Yves Camdeborde, Georgiana Viou et Thierry Marx composent le jury.
Après les sélections, les vingt meilleurs candidats se rencontrent à Paris dans l'Atelier MasterChef. Le vainqueur remporte 100 000 euros, l'édition de son propre livre de recettes et 6 mois de formation dans une prestigieuse école de cuisine.
- Saison 1 : gagnante : Anne Alassane, gain de 100 000 euros
- Saison 2 : gagnante : Élisabeth Biscarrat, gain de 100 000 euros
- Saison 3 : gagnant : Ludovic Dumont, gain de 100 000 euros
- Saison 4 : gagnant : Marc Boissieux, gain de 100 000 euros
- Édition spéciale des meilleurs candidats : Pierre Lefebvre
- Saison 5 : gagnante : Khanh-Ly Huynh, gain de 100 000 euros

Grèce
Eugenia Manolidou et les juges Lefteris Lazarou, Yiannis Loukakos et Dimitris Skarmoutsos animeront pendant 72 épisodes de soixante minutes la première saison de MasterChef, en Grèce, à Athènes, sur la chaîne Méga TV.
Inde
L'Inde sera le premier pays d'Asie à adapter la désormais célèbre franchise (récemment ont débuté MasterChef Indonésie, Malaisie et Pinoy aux Philippines). L'animateur et aussi juge Akshay Kumar ainsi que les juges : Ajay Chopra et Kunal Kapoor feront de la franchise une saison de 21 épisodes en hindi et tournée à Bangalore sur le réseau STAR plus.
Italie
La version italienne de MasterChef a débuté le 21 septembre 2011 sur la chaîne Cielo. Elle prévoit quatre tests : la boîte mystère, l'épreuve d'invention, l'épreuve en extérieur, le test sous pression. Il n'y a pas de présentateur, mais seulement trois jurés : les chefs Bruno Barbieri et Carlo Cracco, et le juré de MasterChef USA Joe Bastianich.
Maroc
L'émission MasterChef Maroc est diffusée depuis le 7 octobre 2014 sur la deuxième chaine marocaine, 2M, chaque mardi, en prime time. 15 candidats issus de plusieurs villes du royaume ou de la diaspora marocaine se disputent le titre final. La première saison de cette émission a été gagnée par Halima Mourid, une jeune Marocaine de 30 ans de la ville de Safi vivant en Espagne. 

Le jury est composé des pontes de la cuisine marocaine, notamment du Chef Moha qui possède une trentaine d'années d'expérience, Khadija Bensdira, ambassadrice de l'art culinaire marocain, et Myriam Ettahri représentant la nouvelle génération des chefs cuisiniers marocains.
Nouvelle-Zélande
Ray McVinnie, Josh Emett (saison 2), Simon Gault et Ross Burden (saison 1) sur One Network ont animé la version néo-zélandaise. La série suit le même concept, écourtée (13 épisodes par saison) filmée à Auckland. La franchise y est aussi très forte, tout comme la version australienne l'est autant en Nouvelle-Zélande. 
100 000 NZD en prix sont à gagner (équipements de cuisine et voiture). 
Suède
Originellement Sveriges mästerkock, la série paraîtra sur TV4 et sera animée par Leif Mannerström, Marcus Aujalay et Per Morberg. La série a débuté le 12 janvier 2011, sur une durée de 15 épisodes. Les versions finlandaises et norvégiennes ressembleront beaucoup à cette dernière.

## Description
- Si vous ne connaissez pas le sujet, laissez ce bandeau (vous pouvez alors contacter les auteurs).
- Si vous supprimez le contenu mis en cause (vous pouvez préalablement contacter les auteurs),

argumentez précisément cette suppression dans la page de discussion
(un manque de référence n'est pas un argument ; une recherche réelle de référence doit avoir été effectuée, être formellement documentée).

### Le test de la boîte mystère
Originellement, celui-ci servait à mettre en route la semaine. Tous les concurrents prennent place dans la cuisine avec la même boîte renfermant les mêmes ingrédients. Chaque poste est aussi équipé de produits de base : sel, poivre, huile d'olive, colza, farine, œufs, lait, selon les cas. Le temps d’exécution est assez court (30 à 60 minutes) et seuls les trois plats les plus attirants sont invités à la table de dégustation. Des plats goûtés, un sera choisi. L'auteur de ce plat pourra suivre les juges dans le garde-manger afin de choisir l'aliment de base que tous devront utiliser pour le test de l'invention.
La boîte mystère peut aussi cacher un plat neutre que les concurrents devront produire et garnir à leur façon, notamment les saucisses, les cupcakes, les pizzas ou encore les hamburgers. Comme toutes les saisons ne s'échelonnent pas sur une quatre-vingtaine d'épisodes, certaines versions prennent ce test comme une épreuve à part entière, ou en alternance avec le test de l'invention. Ce dernier sert aussi lors des qualifications du Top 50 (Australie et Nouvelle-Zélande notamment), c'est un des derniers tests avant la révélation de la brigade qui fera l'émission.

### Le test de l'invention
Ce test est typiquement celui du dimanche soir en Australie. Il s'agit de faire ressortir la créativité des candidats, en leur donnant tous un thème commun et un ingrédient principal (généralement).  Le gagnant de cette épreuve affrontera un chef célèbre et sera élu premier capitaine lors de l'épreuve à l'extérieur. Un peu à la saveur de Iron Chef les candidats ont la responsabilité de faire valoir l'ingrédient principal, c'est-à-dire qu'on ne cherche pas à le voir en garniture mais bien comme partie intégrante du plat. On est aussi tenu de respecter les termes du thème, bien que plusieurs candidats ont pu s'en sortir comme la mauvaise cuisine est plus punie que le non-respect, du moins au début de l'aventure.
Les ingrédients principaux, sont majoritairement des viandes, poissons et fruits de mer comme la gastronomie occidentale se centre sur la protéine pour construire un plat. Les ingrédients sont en lien avec le thème évoqué (lors du test portant sur le Japon on pourra présenter le saumon, le tofu et l'anguille tandis que celui sur l'Espagne, le chorizo, le cochon de lait ou l'orange). Toutefois, un test de l'invention pourrait porter sur la gastronomie végétarienne ou encore les desserts et ce faisant, aucune viande ne serait présentée. 
Le thème, quant à lui, prend souvent la forme d'une cuisine nationale (australienne moderne, française, au hasard, anglaise, espagnole, italienne, chinoise, japonaise, indienne, etc.) ou encore du romantisme ou des souvenirs d'enfance. On a aussi vu, lors de la première saison de MasterChef Australie, Poh Ling Yeow recevoir le droit de choisir le thème, soit la cuisine malaisienne. Lors de la deuxième saison de MasterChef États-Unis, le candidat a pu choisir entre trois cuisines nationales au lieu d'ingrédients (espagnole, française, espagnole). Lors des qualifications, on a aussi vu un test porter tout simplement sur l'œuf. Chaque candidat n'en avait qu'un seul, il se devait donc de le mettre en valeur. 

### Le test du chef célèbre
Plus courant dans la version australienne, grecque et récurrent aux États-Unis et en Nouvelle-Zélande (ailleurs aussi), ce test met en compétition un ou plusieurs concurrents contre un chef professionnel. Le déroulement de l'épreuve a changé au cours des quelques années de la série (version australienne). Si le ou les concurrent(s) gagne(nt), il obtient l'immunité. L'immunité est une petite épinglette avec le M de Masterchef, utilisable seulement en cas de défi d'élimination. 
Saison 1
Le chef arrive avec un plat qu'il maîtrise. Toutefois, le candidat a une quinzaine de minutes (plus ou moins) d'avance et peut poser des questions pendant sa mise en place. Le jury ne sait pas qui a fait quoi et donne une note sur 10.
Saison 2
Le même principe que lors de la première saison. On a aussi vu un in the ring challenge où deux candidats victorieux au test de l'invention (Adam et Aaron) devaient faire face à trois commandes spéciales (tofu croustillant, chateaubriand et tarte au citron) pour trois chefs invités. Celui qui recevait la faveur de deux clients ou plus gagnait l'immunité. Le concept ne sera jamais repris. 
Saison 3
Ce test a pris différentes formes. Le tout premier de la saison opposait Hayden à un apprenti chef, celui-ci cuisinait une spécialité de son restaurant mais, celui-ci ne savait pas la recette à l'avance. On a aussi pu voir un test classique (saison 1 et 2), ainsi qu'un test de l'invention (Hayden à nouveau contre Vincent Gardin, chef pâtissier qui devait préparer une recette de rôti de porc). De plus, on a aussi vu des tests classiques, mais avec une recette inconnue du chef invité et même parfois, d'une recette inconnue, tirée d'une cuisine très peu connue (le chef invité danois qui devait cuisiner une soupe thaïlandaise). 
Il est à noter que la reprise de ce type de test à travers le monde suit plutôt le type classique mis à l'avant lors des deux premières saisons. Par exemple, aux États-Unis, les juges recevaient « Iron Chef Cat Cora » et tous les concurrents pouvaient la défier.